# یواس‌اس پاترول شماره ۴ (اس‌پی-۸)
یواس‌اس پاترول شماره ۴ (اس‌پی-۸) (به انگلیسی: USS Patrol No. 4 (SP-8)) یک کشتی بود که طول آن ۴۰ فوت ۰ اینچ (۱۲٫۱۹ متر) بود. این کشتی در سال ۱۹۱۵ ساخته شد.